# Jukka Jalonen
Jukka Pertti Juhani Jalonen (Riihimäki, 2 novembre 1972) è un allenatore di hockey su ghiaccio ed ex hockeista su ghiaccio finlandese.

## Palmarès

### Allenatore

#### Club
- Campionato finlandese: 1

 HPK: 2005-2006

### Allenatore
Olimpiadi
- Pechino 2022
- Vancouver 2010
- Soči 2014

Mondiali
- 2011, 2019, 2022
- 2014, 2016, 2021